# Wagneriana silvae
Wagneriana silvae là một loài nhện trong họ Araneidae.
Loài này thuộc chi Wagneriana. Wagneriana silvae được Herbert Walter Levi miêu tả năm 1991.